# Planum Boreum

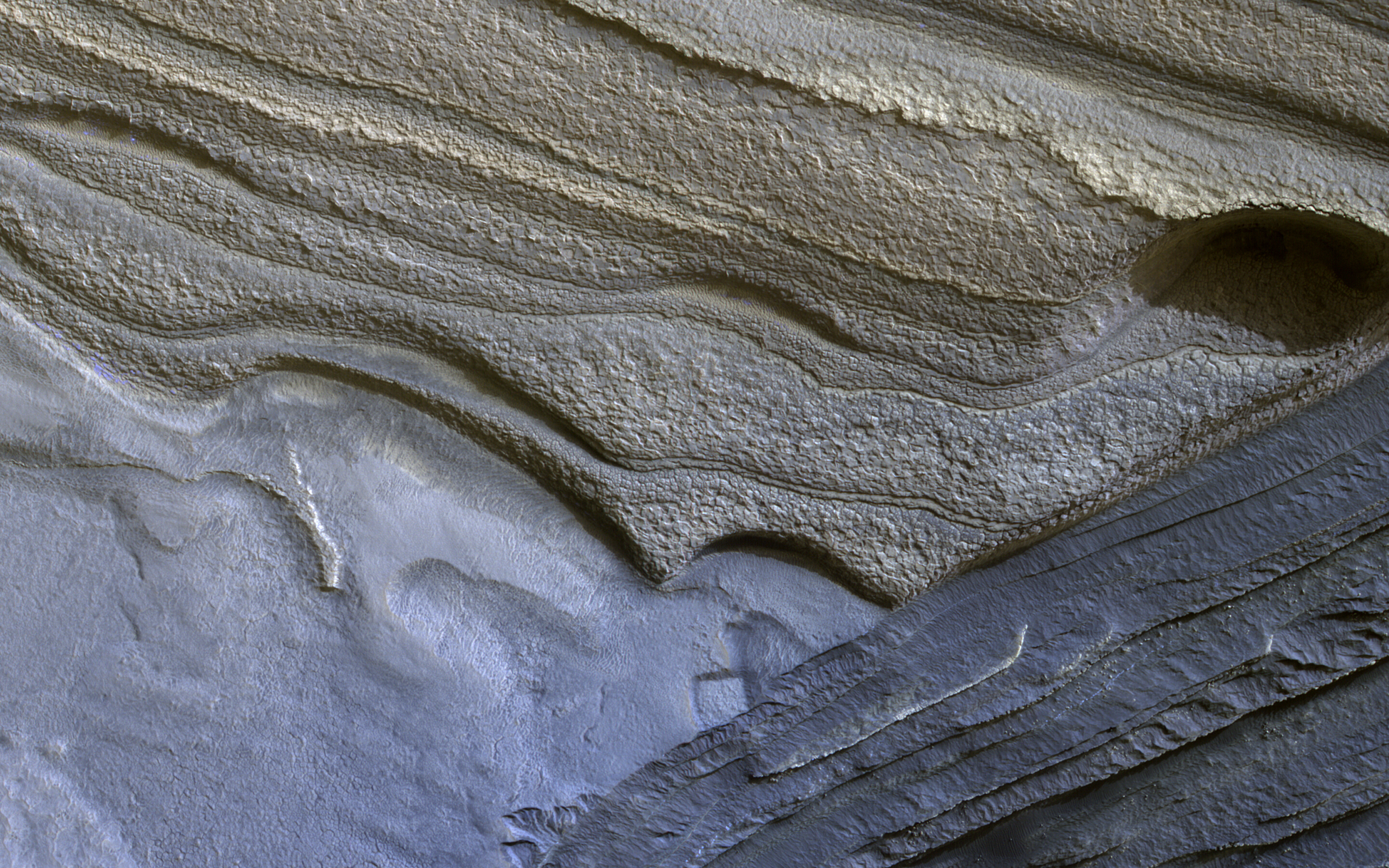
Couches de glace d'eau au pôle nord.

Planum Boreum (la « plaine du Nord » en latin) est la plaine polaire au nord de Mars. Elle s'étend vers le nord d'environ 80°N et est centrée à 88.0° N 15.0° E. Autour de cette grande plaine polaire est un vastitas appelé Vastitas Borealis. En 1999, le télescope spatial Hubble a permis d'identifier un cyclone dans cette région. Le diamètre de ce cyclone était de 1 750 km et son œil avait un diamètre de 320 km.
Cette plaine contient notamment le cratère Korolev.